# A216 (Russland)
Die A 216 ist eine russische Fernstraße in der Oblast Kaliningrad. Sie zweigt von der A 229 bei Talpaki ab und führt in nordöstlicher Richtung nach Sowetsk. Zur Zeit der Sowjetunion führte sie weiter über Tauragė und Šiauliai in der Litauischen SSR sowie Jelgava nach Riga (Lettische SSR). Die Fortsetzung der A 216 auf litauischem Gebiet bildet heute die A 12, in Lettland die A 8.
Auf der gesamten Trasse der A 216 verlief bis 1945 die deutsche Reichsstraße 138 und verläuft heute die Europastraße 77.

## Verlauf
0 km – Talpaki (Taplacken) (→ A 229)
2 km – Diwnoje (Alt Ilischken)
11 km – Dalneje (Groß Schirrau)
18 km – Dalneje (2) (Paschwentschen, 1938–1946: Wittenrode)
19 km – Jagodnoje (Bittehnen, 1938–1946: Biehnendorf (Ostpr.))
28 km – Sowetskoje (Korehlen, 1938–1946: Dachsfelde) (Anschluss: 27A-145 ehemals A190)
32 km – Bolschakowo (Groß Skaisgirren, 1938–1946: Kreuzingen) (Anschluss: 27A-009)
34 km – Krasnosnamenskoje (Klein Girratischken, 1938–1946 Gronwalde)
40 km – Dessantnoje
41 km – Obrutschewo (Groß Wingsnupönen, 1938–1946 Großwingen)
43 km – Schepetowka (Schillkojen, 1938–1946 Auerfließ)
49 km – Nowokolchosnoje (Neu Argeningken, 1938–1946: Argenbrück) (Anschluss: 27A-010)
51 km – Goworowo (Blausden, 1938–1946: Blauden)
59 km – Sowetsk (Anschluss: 27A-033 ehemals A198)
61 km – Neman, Grenze zu Litauen, Querung der Memel

## Weiterer Verlauf bis 1991
Litauische SSR
65 km – Pagėgiai (Pogegen), Querung der A 228
92 km – Tauragė (Tauroggen)
117 km – Skaudvilė
127 km – Querung der A 227 (heute A 1)
150 km – Kelmė (Kelm)
195 km – Šiauliai, Querung der A 225 (heute A 11 und A 9)
236 km – Joniškis (Jonischken)
Lettische SSR
255 km – Eleja, Querung der A 217
281 km – Jelgava
299 km – Olaine
Querung der A 219
323 km – Riga